# Gare d’Antony
Gare d’Antony vasútállomás és RER állomás Franciaországban, Antony településen. Az állomástól az Orlyval közlekedik a Párizs–Orly repülőtérhez.

## Vasútvonalak
Az állomást az alábbi vasútvonalak érintik:
- Ligne de Sceaux

## Kapcsolódó állomások
A vasútállomáshoz az alábbi állomások vannak a legközelebb:
- Gare de La Croix de Berny (Gare Aéroport Charles-de-Gaulle 2 TGV, Gare de Mitry - Claye, Ligne de Sceaux, B RER-vonal)
- Gare de Fontaine Michalon (Gare de Saint-Rémy-lès-Chevreuse, Ligne de Sceaux, B RER-vonal)